# 헨리 맨시니
헨리 맨시니(Henry Mancini, 1924년 4월 16일 ~ 1994년 6월 14일)는 미국의 작곡가, 편곡가, 지휘자이다. 영화 음악과 텔레비전 드라마 음악으로 널리 기억된다. 그는 아카데미상 4회, 골든 글로브상 1회, 그래미상 20회 등 수상 경력이 있으며, 사후 1995년에는 그래미 평생 공로상을 받았다. 블레이크 에드워즈 감독과 오랜 기간 동안 공동 작업으로 영화의 테마를 작곡했다. 1997년도에 버클리 음악 대학에서 명예 박사 학위를 수여 받았다.
대표작으로는 〈The Pink Panther Theme〉, 〈Moon River〉, 〈Peter Gunn〉 등이 있다.

## 서훈
- 1994년 이탈리아 공화국 공로 훈장 3등급(Commendatore OMRI)